# Тауци (Клуж)
Тауци (рум. Tăuți) насеље је у Румунији у округу Клуж у општини Флорешти. Oпштина се налази на надморској висини од 447 m.

## Становништво
Према подацима из 2002. године у насељу је живело 214 становника, од којих су сви румунске националности.